# Age of Empires III: The Napoleonic Era
Age of Empires III: The Napoleonic Era fue una modificación no oficial del juego de estrategia en tiempo real para computadoras personales de Ensemble Studios, Age of Empires III. Este mod cuenta con una gran cantidad de nuevos elementos de juego e incluye 7 nuevas civilizaciones. La civilización francesa también ha sido rediseñada en gran medida. El juego se centra en los eventos que giran alrededor de las guerras napoleónicas en Europa, y cómo las diferentes civilizaciones europeas reaccionaron ante este nuevo reto. Sin embargo, el juego también incluye otras civilizaciones importantes de este plazo determinado, como los Estados Unidos. El nombre de The Napoleonic Era fue elegido como el tema general del juego debido al hecho de que se trata de los acontecimientos militares más influyentes durante el periodo de Age of Empires III junto a su tema actual, la colonización de América.

## Características

### Videojuego
The Napoleonic Era cuenta con una gran cantidad de nuevos elementos de juego, devolviendo algunos de Age of Empires II, como la supresión del tope de los constructores que trabajan en un edificio, la mejora del arsenal, y nuevas habilidades para los exploradores. Incluye siete nuevas civilizaciones, los italianos, prusianos, austríacos, norteamericanos, suecos, polacos y suizos. También rediseña las civilizaciones existentes francesas y alemanas, además incluye nuevos mapas como los Alpes, el Sáhara, Malta, Everglades, Baja California, etc.

### Civilizaciones
Además de las civilizaciones regulares ya ofrecidas por Age of Empires III y sus dos expansiones oficiales (The WarChiefs y The Asian Dynasties), la época napoleónica se presenta a los jugadores con un conjunto adicional de civilizaciones jugables que tienen sus propias unidades únicas, edificios, envíos de metrópoli y habilidades tácticas. Los suecos y los italianos se había previsto en las civilizaciones del juego original, como el Elmeti y el Fusilero Sueco;  Sin embargo, las civilizaciones de Suecia e Italia la época napoleónica se diseñó originalmente por la era napoleónica Core Team. Próximamente, el equipo de desarrollo de "The Napoleonic Era" publicará una nueva versión en la que aparecerán los daneses como nueva civilización.
| Prussian Flag      | Prusianos, Prusia, (Königsberg)               | General Blücher    | Los Prusianos en vez de colonos poseen Landwehrs, potentes aldeanos militares. Con cada edificio militar construido, se crean unidades militares. Todas las unidades de infantería y caballería prusiana se autorecuperan a lo largo del tiempo. Los vagones prusianos pueden construir cuarteles, establos y fundiciones. Los prusianos tienen el mayor despliegue de unidades militares, único en todas las civilizaciones europeas. Sus unidades únicas son: el Landwehr (Aldeano militarizado), el Húsar de la Muerte (Poderosa caballería ligera excelente contra caballería pesada), el Lange Kerl (Granaderos con un bono contra infantería pesada), el Schutze (Infantería fuerte eficaz contra infantería pesada) y el Caballero Teutón (Infantería pesada muy lenta, pero excelente contra formaciones de melee). | - Landwehr - Húsar de la muerte - Lange Kerl - Schutze - Caballero Teutón |
| Italian Flag       | Italianos, Italia (Roma)                      | Cesare Borgia      | Los Italianos tienen acceso a más tecnologías que otras civilizaciones, sus mejoras económicas y de cambio de mercado son un poco mejores de lo que son para otras civilizaciones. Tienen también los edificios más fuertes, la mayoría de sus edificios son construidos por sus arquitectos. Italia comienza con los recursos que están en su inventario. También ganan su primer envío de la metrópoli antes que otras civilizaciones. Sus unidades únicas son: el Mercader (Aldeano que recoge recursos rápidamente, especialmente monedas), el Arquitecto (Construye los edificios italianos, que son más fuertes que los de otras civilizaciones), el Inquisidor (Espía italiano eficaz contra otros espías, exploradores, mercenarios y nativos. Puede usar la habilidad "Sigilo", puede ver a otras unidades usando esa habilidad, y cura unidades cercanas), el Nuncio (Sacerdote de élite, sólo creable en la Basílica, cura unidades rápidamente), el Condottieri (Caballería pesada) y el Utili (Caballería ligera, buenas contra la caballería enemiga y con un ataque a formaciones de melee relativamente bueno para una unidad de caballería ligera). | - Mercante - Arquitecto - Inquisidor - Nuncio - Condotiero - Utili        |
| Swedish Flag       | Suecos, Suecia (Estocolmo)                    | Karl XII           | Los Suecos tienen unidades militares más fuertes que las de otras civilizaciones, pero son más caras y se desarrollan más lentamente. Las actualizaciones de línea militar son mucho más baratas que las de otras civilizaciones, también todas las unidades de arcaicas de Suecia se pueden actualizar a condición de la Guardia Real. Los colonos suecos son más caros, se desarrollan lentamente y se limita a sólo 50 colonos. Suecia gana todas las actualizaciones de tala de árboles de forma gratuita a medida que pasa el tiempo. Además, Suecia gana la actualización de perros cazadores y todas las de Minas son gratis. El explorador sueco puede crear minas de cobre y oro. Sus unidades únicas son: el Drabant, caballería que sacrifica puntos de resistencia para infligir mayor daño, y el Cañón de Cuero, un cañón que dispara increíblemente rápido, efectivo contra formaciones de melee. Poseen el Torp, un edificio que reemplaza a las casas y cuarteles, ya que crea la infantería y a la vez provee espacio de población | - Drabant - Cañón de cuero                                                |
| Austrian Flag      | Austriacos, Austria (Viena)                   | Marie Louise       | Los Austriacos tienen colonos mucho más baratos que los de otras civilizaciones. Tienen edificios fortificados especiales para la defensa: las Torres de Vigilancia, que reemplazan a los destacamentos, y los Keep, pequeños fuertes. Su sistema político ofrece una gran gama de opciones en cada avance de edad: Cualquier recurso, colonos, mercenarios o de construcciones defensivas. La metrópoli contiene cartas de gran alcance para mejorar a sus aliados nativos y mercenarios. Sus edificios se reparan en forma automática. Sus unidades únicas son el Grenzer (infantería rápida eficaz contra otra infantería y artillería, puede crear más grenzers) y la Infantería de Línea (infantería pesada con un bono contra caballería). Sus dos edificios únicos son la Torre de Vigilancia (Torre que reemplaza a los destacamentos para los austríacos, está disponible en grandes cantidades y es barata pero es más débil) y el Keep (Pequeños Fuertes disponibles en la Edad Colonial, que pueden ser reconstruidos por el explorador si se los destruye) | - Grenzer, - Infantería de línea                                          |
| United States Flag | Estadounidenses, Estados Unidos (Saint Louis) | George Washington  | Los estadounidenses tienen varios tipos de recolectores a su disposición, cada uno con diferentes fuerzas y debilidades: el Hombre fronterizo, un recolector con ciertas habilidades militares, empiezan con 6 Hombres fronterizos en vez de colonos, luego está el Minero, que recoge metales de las minas y también tiene un ataque aceptable, el Colono, y el Esclavo, un recolector barato limitado a las plantaciones y los molinos. No comienzan la partida con un explorador, necesitan usar su hombre fronterizo para recoger tesoros. Los políticos estadounidenses otorgan mejoras en vez de unidades o recursos. En cada edad, el jugador gana un hombre fronterizo adicional. Sus unidades únicas son: el Hombre fronterizo, el Minero, el Esclavo, el Riflero Montado (caballería similar al Dragón) y el Marine (infantería eficaz contra la caballería). En lugar de mercenarios, los estadounidenses pueden enviar tropas auxiliares e inmigrantes de países europeos desde su metrópoli (aunque de todos modos pueden crear mercenarios en el Bar). Los estadounidenses también tienen el Rancho, un edificio que combina las características del Establo y el Corral, y el Consulado, en el cual, (a semejanza de las civilizaciones asiáticas), puede entablar alianzas con tribus indígenas. | - Hombre fronterizo - Minero - Esclavo - Marine - Riflero montado         |
| Polish Flag        | Polacos, Polonia (Varsovia)                   | Jan Sobieski       | Los Polacos inician con un vagón de destacamento, lo que les permite establecer un control del mapa tempranamente. Los edificios son más baratos, pero más débiles que los de otras civilizaciones. Sus granjas y las plantaciones son los más baratos, aunque tienen un límite de recolectores menor que los típicos, pero pueden llegar a albergar habitantes como si fueran casas. Los colonos polacos no pueden cazar sin antes haber recibido un envío especial de la metrópoli. Se pueden construir establos una edad antes, lo que les permite reunir más caballería en la época Colonial que la mayoría de las civilizaciones. En lugar de un explorador, los polacos tienen Szlachcic, exploradores montados que mueren permanentemente pero se pueden crear varios. Sus unidades únicas son el Szlachcic, el Lisowczyk, un lancero eficaz contra la infantería, la Carreta de Guerra Tabor, que puede crear unidades, es eficaz contra los edificios y la artillería, y puede alojar unidades en su interior, el Pancerni (caballería pesada que es más fuerte cuantos más haya) y el Partyzant, arquero que puede montar a caballo si es necesario, sacrificando su habilidad en combate para ganar movilidad.                                                                                        | - Szlachcic - Lisowczyk - Tabor - Pancerni - Partyzant                    |
| Swiss Flag         | Suizos, Suiza (Berna)                         | Henri Dufour       | Los Suizos se caracterizan por ser un ejército móvil. En lugar de colonos, disponen de seguidores, que son guerrilleros que pueden tanto ser efectivos en combate como en la recolección. Los vagones de suministro funcionan como centros urbanos, ya que generan seguidores cada tanto puedan; además pueden crear cajones de recursos, entrenar cirujanos y desarrollar mejoras económicas. Las tiendas de campaña reemplazan las casas en esta civilización y los bivouacs suizos entrenan infantería y caballería y tienen acceso a mejoras de arsenal. Los suizos disponen de infantería cuerpo a cuerpo como alabarderos, piqueros y lanceros mucho más temprano que las unidades de pólvora como los mosqueteros. Sus unidades únicas son el Seguidor, el Reislaufer (una especie de piquero) y la Guardia Suiza (Infantería con ataque de área y un gran bonus contra infantería pesada). También poseen dos edificios únicos: el Bivouac, que entrena la caballería e infantería, y provee mejoras del arsenal, las tiendas de campaña, que reemplazan a las casas y ofrecen mejoras del arsenal para la artillería. | - Vagón de suministros - Seguidor - Reislaufer - Guardia Suiza            |
| French flag Flag   | Grande Armée, Francia (París)                 | Napoleón Bonaparte | Los Franceses empiezan con 7 Sans Culottes (en reemplazo de los Coureur), que les permite un inicio de gran alcance, junto con su bono de tasa de formación. Las unidades de tren francesas son más rápidas que las de otras civilizaciones. Este bono aumenta a medida que se avanza de edad. Otra ventaja es el acceso a un número de unidades de élite que sólo se puede tener en número limitado, incluyendo una gama más amplia de las unidades de la Universidad que cualquier otra civilización. Sus unidades únicas son: los Sans Culottes, los Chasseur (mosqueteros de élite disponibles en cantidad limitada) y los Grognard (granaderos de élite, también disponibles en cantidad limitada). También tienen dos edificios únicos: el Garrison, que entrena infantería y puede guarecer infantería y aldeanos, y la Academia, que entrena infantería pesada y cura a las unidades cercanas. | - Cazador - Grognard                                                      |

## Mapas
El juego incluye muchos mapas de diferentes zonas: Europa, Asia, África y América. Los nuevos mapas agregados son:
- Alpes
- Apalaches
- Baja California
- Selva Negra
- Costa Bárbara
- Delta del Nilo
- Desierto sirio
- Desierto de las inundaciones
- Everglades
- Gran Sahara
- Indonesia
- Islas Japonesas
- Lago Baikal
- Levant
- Malta
- Nilo
- Carrera del Raíl
- Tierra al Azar
- Paso Alpino
- Reservas
- Rhine
- Sahara
- Sinaí
- Shangra La
- Escandinavia
- Ural
- Vinland

## Napoleonic Era Beta 2
La versión Beta 2 se puede descargar gratuitamente en Internet. Es necesario tener Age of Empires III: The Asian Dynasties y, preferentemente, Age of Empires III: The War Chiefs para descargar la beta. La versión beta ofrece todas las civilizaciones nuevas y modificadas, nuevos mapas, nuevas cartas de la metrópoli, los nativos nuevos y gráficos mejorados. La beta 2 fue lanzado para ayudar a Napoleonic Era Core Team encontrar errores y fallos más rápido en el fin abrir la posibilidad a una versión futura, en la cual se incluiría las civilizaciones Inca y Persa.
Finalmente, el mod dejó de recibir soporte en el 2016 cuando se anunció que el autor principal del mod dejaría de trabajar en este dado que fue reclutado por Forgotten Empires para comenzar a desarrollar lo que se convertiría en el 2020 en Age of Empires III: Definitive Edition. Pese a ello, la influencia del mod se ha visto en la versión remasterizada al tomar elementos del mod e incorporarlos en la misma.